# ام۴۰
ام۴۰ (به انگلیسی: The M40) یک تفنگ تک‌تیراندازی با کنش گلنگدن مورد استفاده تفنگداران دریایی ایالات متحده آمریکا است. سه نسخهٔ ام۴۰، ام۴۰ آ۱، ام۴۰ آ۳ و ام۴۰ آ۵ این سلاح مورد بهره‌برداری قرار می‌گیرد. این اسلحه در ۱۹۶۶ میلادی معرفی‌شد. طراحی آن از روی رمینگتون مدل ۷۰۰ با ایجاد تغییراتی در آن بوده است.